# Padova Challenger
Il Padova Challenger è stato un torneo professionistico di tennis giocato su campi in terra rossa. Faceva parte del circuito Challenger e si giocava annualmente a Padova in Italia dal 2014.

## Storia
Tra il 2011 e il 2013, il gruppo Barbiero aveva allestito sui campi del Centro Sportivo Plebiscito gli Internazionali di Tennis Città di Padova, torneo che fa capo al circuito ITF e che era nel calendario internazionale dal 2008. Nel 2014 fu dismesso questo torneo e quello stesso anno il gruppo Barbiero organizzò sui campi del Centro Sportivo 2000 la prima edizione del Padova Challenger, che prese il nome Challenger 2001 Team Città di Padova.
Nel 2016 furono riorganizzati e reinseriti nel calendario ITF gli Internazionali di Tennis Città di Padova sotto la gestione del Tennis Club Padova, che li aveva allestiti anche nelle edizioni tra il 2008 e il 2010.
Dopo l'edizione del 2015 anche il Challenger fu dismesso e nel 2018 fu ripristinato con il nome Country 2001 Team sui campi del Centro Sportivo 2000, prendendo il posto nel calendario internazionale dell'ATP Challenger Cortina. L'organizzazione dell'edizione 2018 fu il frutto della collaborazione tra il Country Club Cortina e la 2001 Team, società che gestiva le attività tennistiche anche al Centro Sportivo Plebiscito.

## Albo d'oro

### Singolare
| Anno                                                    | Campione                | Finalista            | Punteggio        |
| ------------------------------------------------------- | ----------------------- | -------------------- | ---------------- |
| 2018                                                    | Sergio Gutierrez-Ferrol | Federico Gaio        | 6–2, 3–6, 6–1    |
| Country 2001 Team (dal 2018)                            |                         |                      |                  |
| 2017- 2016                                              | Non disputato           | Non disputato        | Non disputato    |
| 2015                                                    | Andrej Martin           | Albert Montañés      | 0–6, 6–4, 7–6(6) |
| 2014                                                    | Máximo González         | Albert Ramos Viñolas | 6–3, 6–4         |
| Challenger 2001 Team Città di Padova (dal 2014 al 2015) |                         |                      |                  |

### Doppio
| Anno                                           | Campioni                      | Finalisti                          | Punteggio        |
| ---------------------------------------------- | ----------------------------- | ---------------------------------- | ---------------- |
| 2018                                           | Ante Pavić Tomislav Brkić     | Walter Trusendi Andrea Vavassori   | 6–2, 7–6(4)      |
| Country 2001 Team (dal 2018)                   |                               |                                    |                  |
| 2017- 2016                                     | Non disputato                 | Non disputato                      | Non disputato    |
| 2015                                           | Michail Elgin Andrej Rublëv   | Federico Gaio Alessandro Giannessi | 6–4, 7–6(4)      |
| 2014                                           | Roberto Maytín Andrés Molteni | Guillermo Durán Máximo González    | 6–2, 3–6, [10–8] |
| Challenger 2001 Team Padova (dal 2014 al 2015) |                               |                                    |                  |